# Tini (album)
TINI (Martina Stoessel) je debutové album zpěvačky Tini neboli Martina Stoessel. Druhý disk alba obsahuje písně z filmu Tini: Violettina proměna. Prvním singlem byla píseň "Siempre Brillarás".

## Propagace

### Videoklipy
Videoklip pro první singl "Siempre Brillarás" byl vydán 25. března 2016. Pro anglickou verti singlu byl vydán 8. dubna 2016.
22. dubna 2016, týden před vydáním alba, byl uveřejněn videoklip pro písni "Light Your Heart".
29. dubna 2016, den vydání alba, byl zveřejněn videoklip písni "Yo Te Amo a Tí".
K písni "Losing the Love" byl videoklip zveřejněn 6. května 2016.
8. července 2016 zveřejněn videoklip "Great Escape".
Videoklip k písni "Got Me Started" byl zveřejněn 8. prosince 2016 a ke španělské verzi "Ya No Hay Nadie Que Nos Pare" (ft. Sebastian Yatra)
19. ledna 2017.
5. května 2017 vydán vieoklip k "Si Tú Te Vas".

## Seznam skladeb
| Disk 1 | Disk 1                 | Disk 1                                                                                          | Disk 1 |
| Pořadí | Název                  | Autor                                                                                           | Délka  |
| ------ | ---------------------- | ----------------------------------------------------------------------------------------------- | ------ |
| 1.     | All You Gotta Do       | Haley Reinhart, Justin Johnson, Candy Shields, James Wong                                       | 3:22   |
| 2.     | Great Escape           | Marcus Lomax & Stefan Johnson, Jennifer Decilveo, Wensday S, Jordan K. Johnson, Oliver Peterhof | 4:07   |
| 3.     | Still Standing         | Lindy Robbins, Jason Evigan, Maureen "Mozella" McDonald                                         | 3:20   |
| 4.     | Got Me Started         | Evigan, Noonie Bao, Daniel Traynor                                                              | 3:31   |
| 5.     | My Stupid Heart        | Billy Steinberg, Evigan, Josh Alexander                                                         | 3:38   |
| 6.     | Don't Cry for Me       | Evigan, Ross Golan, Ammar Malik, Kevin Snevely                                                  | 4:02   |
| 7.     | Finders Keepers        | Anne Preven, Wong, Michael Joseph Green                                                         | 3:12   |
| 8.     | Handwritten            | Shelly Peiken, Julia Michaels, David Gamson                                                     | 3:55   |
| 9.     | Sólo Dime Tu           | Reinhart, Justin Johnson, Shields, Wong                                                         | 3:22   |
| 10.    | Sigo Adelante          | Robbins, Evigan, McDonald                                                                       | 3:20   |
| 11.    | Si Tú Te Vas           | Steinberg, Evigan, Josh Alexander                                                               | 3:38   |
| 12.    | Lo Que Tu Alma Escribe | Peiken, Julia Michaels, Gamson                                                                  | 3:55   |

| Deluxe edition | Deluxe edition                                     | Deluxe edition                                                                                  | Deluxe edition |
| Pořadí         | Název                                              | Autor                                                                                           | Délka          |
| -------------- | -------------------------------------------------- | ----------------------------------------------------------------------------------------------- | -------------- |
| 13.            | Yo Me Escaparé                                     | Marcus Lomax & Stefan Johnson, Jennifer Decilveo, Wensday S, Jordan K. Johnson, Oliver Peterhof | 4:07           |
| 14.            | Ya No Hay Nadie Que Nos Pare (ft. Sebastian Yatra) | Evigan, Noonie Bao, Daniel Traynor                                                              | 3:31           |

| Disk 2 | Disk 2                                           | Disk 2                                                             | Disk 2 |
| Pořadí | Název                                            | Autor                                                              | Délka  |
| ------ | ------------------------------------------------ | ------------------------------------------------------------------ | ------ |
| 1.     | Siempre Brillarás                                | Chris DeStefano, James T. Slater, Jessi Alexander                  | 3:00   |
| 2.     | Se Escapa Tu Amor                                | Richey McCourt, Nick Jarl, Christoffer Lauridsen, Lina Hansson     | 3:40   |
| 3.     | Yo Te Amo a Tí (Martina Stoessel & Jorge Blanco) | Shane Stevens, Thomas Brown, Travis Sayles, Victoria Monet McCants | 3:39   |
| 4.     | Confía en Mí                                     | Daniel James, Leah Haywood, Golan                                  | 2:28   |
| 5.     | Born to Shine                                    | Chris DeStefano, James T. Slater, Jessi Alexander                  | 3:00   |
| 6.     | I Want You (Martina Stoessel & Jorge Blanco)     | Shane Stevens, Thomas Brown, Travis Sayles, Victoria Monét McCants | 3:39   |
| 7.     | Light Your Heart (Jorge Blanco)                  | Jess Cates, Jordan Mohilowski, Dan Ostebo                          | 3:33   |
| 8.     | Losing the Love                                  | Richey McCourt, Nick Jarl, Christoffer Lauridsen, Lina Hansson     | 3:41   |
| 9.     | Siempre Brillarás (akustická verze)              | Chris DeStefano, James T. Slater, Jessi Alexander                  | 1:34   |